# Кишујсалаш
Кишујсалаш (мађ. Kisújszállás) град је у Мађарској. Кишујсалаш је један од важнијих градова у оквиру жупаније Јас-Нађкун-Солнок.
Кишујсалаш је имао 11.738 становника према подацима из 2009. године.

## Географија
Град Кишујсалаш се налази у источном делу Мађарске. Од престонице Будимпеште град је удаљен око 160 километара источно. Град се налази у источном делу Панонске низије. Надморска висина града је око 88 m.

## Становништво
По процени из 2017. у граду је живело 11.040 становника.
| 1990.  | 2001.  | 2011.  | 2017.  |
| ------ | ------ | ------ | ------ |
| 13.159 | 12.726 | 11.397 | 11.040 |

## Партнерски градови
- Пачир
- Eberschwang
- Спишка Нова Вес
- Сечеле
- Серне
- Виламовице

## Галерија
- Реформатска црква
- Градска кућа
- Градско купалиште